# Schottische Badmintonmeisterschaft 2014
Die Schottische Badmintonmeisterschaft 2014 fand vom 31. Januar bis zum 2. Februar 2014 in Perth statt.

## Austragungsort
- Perth, Bell’s Sports Centre

## Medaillengewinner
| Disziplin    | Gold                            | Silber                           | Bronze                          |
| ------------ | ------------------------------- | -------------------------------- | ------------------------------- |
| Herreneinzel | Kieran Merrilees                | Matthew Carder                   | Gordon Thomson                  |
| Herreneinzel | Kieran Merrilees                | Matthew Carder                   | Calum Menzies                   |
| Dameneinzel  | Kirsty Gilmour                  | Holly Newall                     | Viktoria Tsvetanova             |
| Dameneinzel  | Kirsty Gilmour                  | Holly Newall                     | Rebekka Findlay                 |
| Herrendoppel | Robert Blair Paul van Rietvelde | Martin Campbell Patrick MacHugh  | Adam Hall Gordon Thomson        |
| Herrendoppel | Robert Blair Paul van Rietvelde | Martin Campbell Patrick MacHugh  | Jamie Neill Keith Turnbull      |
| Damendoppel  | Imogen Bankier Kirsty Gilmour   | Sarah Bok Jillie Cooper          | Kirsty Flockhart Fiona Sneddon  |
| Damendoppel  | Imogen Bankier Kirsty Gilmour   | Sarah Bok Jillie Cooper          | Rebekka Findlay Caitlin Pringle |
| Mixed        | Robert Blair Imogen Bankier     | Paul van Rietvelde Jillie Cooper | Patrick MacHugh Caitlin Pringle |
| Mixed        | Robert Blair Imogen Bankier     | Paul van Rietvelde Jillie Cooper | Martin Campbell Sarah Bok       |